# Rockumentary
Der Begriff Rockumentary (dt. Übersetzung: Rockumentation) beschreibt eine Fernsehsendung oder einen Film, der dokumentarisch die Geschichte einer Rockband oder eines Musikers beziehungsweise eines Ereignisses erzählt. Bei dem Wort Rockumentary handelt es sich um ein Kofferwort aus den beiden Teilwörtern „Rock“ und „Documentary“. Der Begriff wurde erstmals 1969 in der Radiosendung History of Rock & Roll verwendet. Im Jahr 1984 bezeichnete Filmregisseur Rob Reiner seinen Film This Is Spinal Tap als Rockumentary. Allerdings handelt es sich bei diesem Film um eine Mockumentary, die als Satire im Bezug auf Rockumenatries zu sehen ist, da es sich um keine echte Dokumentation, sondern um die Geschichte einer fiktiven Band handelt. Klassische Rockumantaries sind zum Beispiel Woodstock, Dont Look Back oder Monterey Pop.  
Veröffentlichungen zu dem Thema und Analysen erscheinen regelmäßig seit dem Sommer 2010 in den Kieler Beiträgen zur Filmmusikforschung und in dem eigens gegründeten wissenschaftlichen Internetmagazin Rock and Pop in the Movies. Eine Projektgruppe um Prof. Hans Jürgen Wulff, Patrick Niemeier und Susan Levermann beschäftigt sich schwerpunktmäßig mit dem Themengebiet. Außerdem sind im Rahmen dieser Projekte auch einige Filmografien entstanden.

## Bekannte Rockumentary-Filme (Auswahl)
- Dont Look Back (Bob Dylan) 1967
- Monterey Pop (Monterey Pop Festival) 1968
- Woodstock (Woodstock-Festival) 1970
- Gimme Shelter (The Rolling Stones auf dem Altamont Free Concert) 1970
- Live at Pompeii (Pink Floyd) 1972
- Cracked Actor (David Bowie) 1974
- The Last Waltz (letztes Konzert von The Band) 1976
- The Song Remains the Same (Led Zeppelin) 1976
- The Kids Are Alright (The Who) 1979
- Stop Making Sense (Talking Heads) 1984
- Rattle and Hum (U2) 1988
- Funky Monks (Red Hot Chili Peppers) 1991
- Year of the Horse (Neil Young) 1997
- The Filth and the Fury (The Sex Pistols) 2000
- Some Kind of Monster (Metallica) 2004
- Everyone Stares (The Police) 2006
- Lord Don’t Slow Me Down (Oasis) 2007
- It Might Get Loud (Jimmy Page, Jack White, The Edge) 2008
- Lemmy 2010
- That Little Ol' Band from Texas (ZZ Top) 2019